# モニカ・ディケンズ
モニカ・ディケンズ（Monica Dickens, 1915年5月10日 - 1992年12月25日）は、イギリスの小説家。

## 来歴
文豪チャールズ・ディケンズの曾孫として生まれ、上流階級の令嬢として育つ。看護婦や家政婦などの仕事ののち、出版社の編集者との出会いがきっかけとなって執筆を開始する。『なんとかしなくちゃ』（One Pair of Hands）で1939年にデビュー。英語圏では広く知られる作家。

## 作品
- One Pair Of Hands (1939)　『なんとかしなくちゃ』
- Mariana (1940)
- One Pair Of Feet (1942)
- Edward's Fancy (1943)
- Thursday Afternoons (1945)
- The Happy Prisoner (1946)
- Yours Sincerely (1947)
- Joy and Josephine (1948)
- Flowers on the Grass (1949)
- My Turn to Make the Tea (1951)
- No More Meadows (1953)
- The Winds of Heaven (1955) 『風の吹く日は』
- The Angel in the Corner (1956)
- The Heart of London (1961)
- Cobbler's Dream (1963)『ポニー物語　馬の憩いの里』
- The Room Upstairs (1964)
- Kate and Emma (1965)
- The Landlord's Daughter (1968)
- The Listeners (1970)　『サマリタン』
- Talking of Horses (1973)
- Last Year When I Was Young (1974)
- An Open Book (1978)
- A Celebration (1984)
- A View From The Seesaw (1986)
- Dear Doctor Lily (1988)
- Enchantment (1989)
- Closed at Dusk (1990)
- Scarred (1991)
- One of the Family (1993)

## 日本語訳
- 『なんとかしなくちゃ』（高橋茅香子訳、晶文社、1979年）
- 『こんなふうに生きてみた』（片岡しのぶ訳、晶文社、1981年）
- 『サマリタン』（村井洋子訳、未知谷、1992年）
- 『風の吹く日は』（村井洋子訳、未知谷、1998年）
- 『ポニー物語 馬の憩いの里』（村井洋子訳、未知谷、1999年）